# Sporrstritar
Sporrstritar (Delphacidae) är en familj i insektsordningen halvvingar som hör till underordningen stritar. Familjen innehåller över 2000 arter, spridda över hela världen.  I Sverige finns omkring 70 arter.
Kännetecknande för familjen är att det finns en taggartad utväxt, kallad sporre, vid skenbenens spets. De flesta arter är ganska små och alla arter är växtätare. Många lever på olika slags gräs och vissa arter, som Javesella pellucida och Dicranotropis hamata kan sprida virussjukdomar hos gräsarter. 
En del arter är också vingdimorfa, det vill säga att vissa individer har vingar medan andra individer saknar vingar.